# Titularbistum Philae
Das Bistum Philae (italienisch diocesi di File, lateinisch Dioecesis Philitana) ist ein Titularbistum der römisch-katholischen Kirche. Es geht zurück auf ein früheres Bistum der antiken Stadt Philae in der römischen Provinz Aegyptus bzw. in der spätantiken Thebais in Oberägypten, das der Kirchenprovinz Ptolemais angehörte.
| Titularbischöfe von Philae |                                   |                                                 |                 |                   |
| Nr.                        | Name                              | Amt                                             | von             | bis               |
| 1                          | Alphonse Marie Van den Bosch CSsR | Apostolischer Vikar von Matadi (Belgisch-Kongo) | 14. Juni 1938   | 10. November 1959 |
| 2                          | Luis Francisco Irizar Salazar OCD | Apostolischer Vikar von Tumaco (Kolumbien)      | 7. Februar 1961 | 5. November 1965  |